# Buea

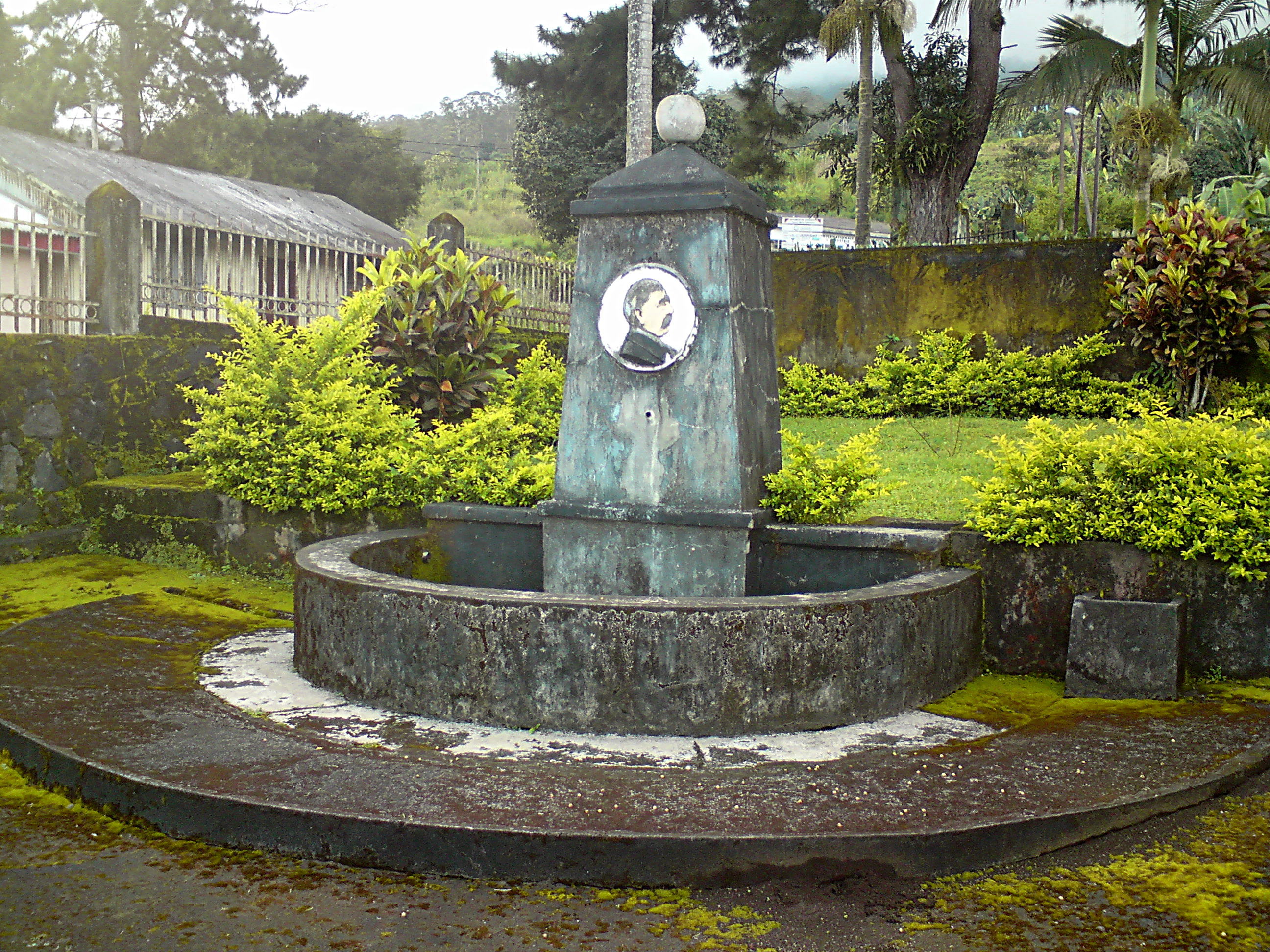
Bismarck-Brunnen in Buea

Buea ist eine Stadt in Kamerun. Sie ist die Hauptstadt der Region Sud-Ouest. Sie hat rund 300.000 Einwohner (Schätzung 2025). Bei der Volkszählung 2005 lag die Zahl noch bei 90.090 Einwohnern.

## Geografie
Die Stadt liegt im Westen des Landes, nahe dem Kamerunberg, auf einer Höhe von 1095 Metern, im Département Fako. Die Stadt liegt im Siedlungsgebiet der Kpe (Bakwiri, Wakweli), einer bantusprachigen Ethnie am Südosthang des Kamerunbergs.
Aufgrund der Nähe zum Kamerunberg regnet sich feuchte, atlantische Luft über Buea ab. Mit 203 Regentagen im Jahr gehört Buea zu den regenreichsten Orten der Welt.

## Geschichte
Vor der deutschen Eroberung war Buea eine große Siedlung der Bakweri, die seit dem 18. Jahrhundert an den fruchtbaren Hängen des Kamerunbergs als Bauern siedelten.
Der deutschen Kolonialverwaltung erschien der Ort als ernstes Hindernis für die Ausdehnung des Kolonialhandels und der Plantagenwirtschaft an den Berghängen. Im Oktober 1891 unternahm der Offizier Karl von Gravenreuth eine Militärexpedition gegen Buea. Er fiel im Gefecht, aber der Ort wurde durch die Expeditionsteilnehmer zerstört.
Nach Gründung der deutschen Schutztruppe in Kamerun wurde Buea erneut Ziel einer Militäraktion. Es wurde im Dezember 1894 vorübergehend militärisch besetzt und von Hauptmann Hans Dominik dem Erdboden gleichgemacht, um jeden Widerstandswillen zu brechen. Viele Einwohner wurden erschossen. Die Ereignisse um die Feldzüge haben sich bis heute tief in das kollektive Gedächtnis der Bakweri eingegraben. Kuva, der Feldherr von Buea, starb auf der Flucht und wird wegen seines Sieges von 1891 bis heute als Held verehrt. In einem erzwungenen Vertrag wurde die Vertreibung der Bevölkerung aus dem bisherigen Siedlungsgebiet besiegelt.

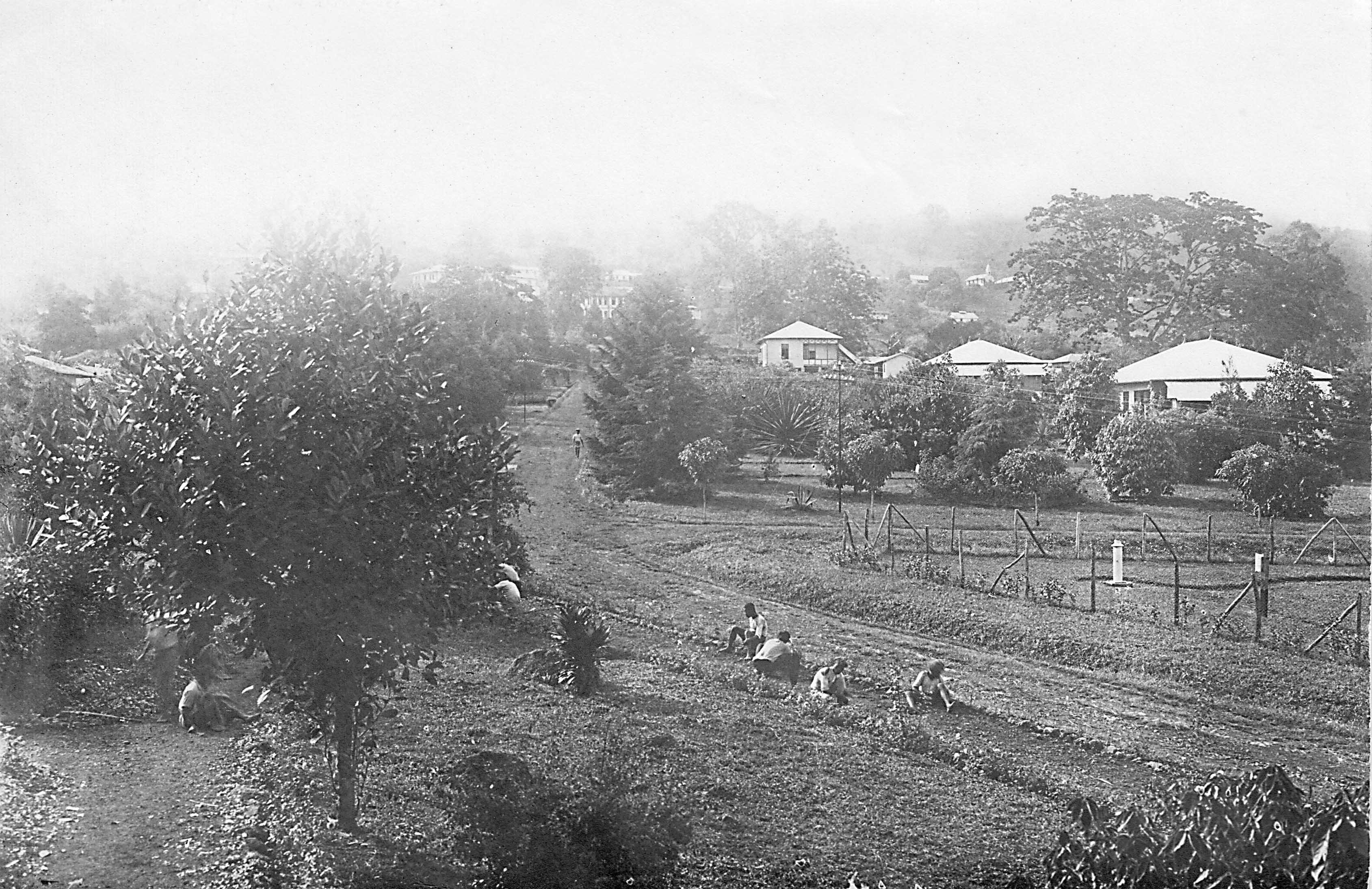
Buea, ca. 1915

Gouvernementshaus in Buea, um 1910

Die Enteignung und Vertreibung der Bevölkerung schuf die Voraussetzung für die 1901 unter Gouverneur Jesko von Puttkamer erfolgte Verlegung des Verwaltungssitzes der deutschen Kolonie Kamerun nach Buea. Als Sitz des Gouvernements erfuhr es einen raschen Ausbau, u. a. durch Errichtung des Gouverneurspalastes (sog. „Puttkamer-Schlößchen“). Während der deutschen Kolonialzeit war in Buea das "Kaiserliche Obergericht der Schutzgebiete von Kamerun und Togo" belegen, das in zweiter Instanz für die Angelegenheiten der Weißen in den beiden Kolonien Kamerun und Togo zuständig war.
Im Ersten Weltkrieg wurde Buea von britischen Truppen besetzt und war ab 1919 Sitz der britischen Mandatsverwaltung. 1924 konnten die enteigneten deutschen Unternehmen ihre Pflanzungen auf einer Londoner Auktion zurückkaufen. Nach 1933 wurden Plantagen am Kamerunberg zum Versuchsfeld einer zukünftigen nationalsozialistischen Kolonialwirtschaft.

## Infrastruktur

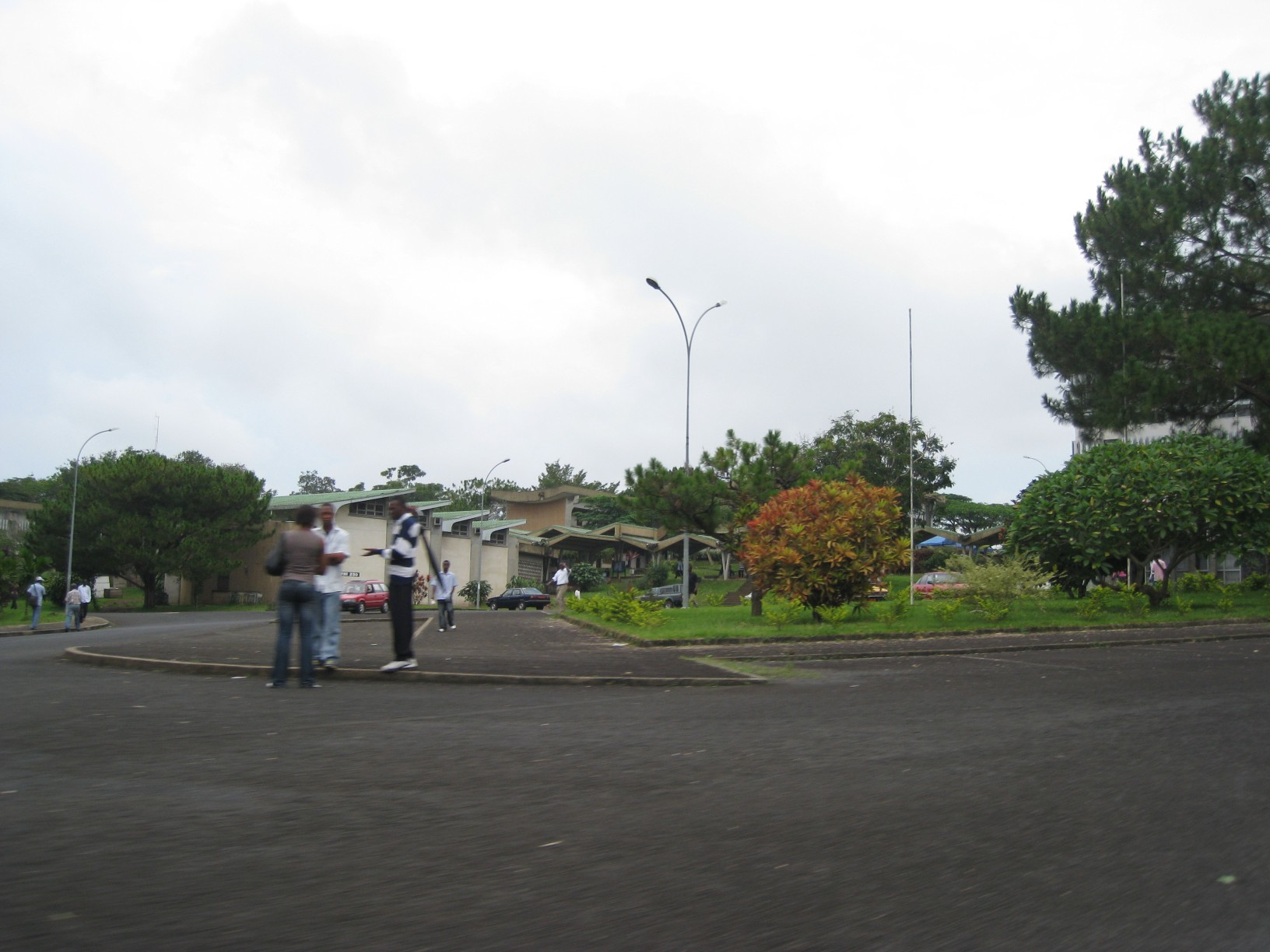
Hauptgelände der Universität von Buea

Der Teeanbau bildet einen wichtigen Zweig der lokalen Wirtschaft.
Die Universität Buea war bis zur Gründung der Universität von Bamenda die einzige anglophone Universität Kameruns.
In Buea sitzt der von der GIZ unterstützte gemeinnützige Verein Pro Climate International, der u. a. Ökotourismus (z. B. geführte Wanderungen) anbietet. Er hat das Ziel, der lokalen Bevölkerung durch einen nachhaltigen Tourismus alternative Einnahmequellen anzubieten und damit zur Armutsminderung und zum Naturschutz beizutragen. Weiterhin ist Buea Haupteinsatzort der Naigahelp – Organisation für Afrikahilfe.

## Bevölkerung
Die Bevölkerungsentwicklung der Stadt:
| Jahr             | Einwohner |
| ---------------- | --------- |
| 1976 (Zensus)    | 24.584    |
| 1987 (Zensus)    | 32.871    |
| 2005 (Zensus)    | 90.090    |
| 2025 (Schätzung) | 300.000   |

## Sehenswürdigkeiten
- Der frühere Gouverneurspalast dient heute als Nebenresidenz des kamerunischen Staatspräsidenten.
- Bismarckbrunnen (1899) vor dem Postamt
- Deutscher Friedhof

## Söhne und Töchter der Stadt
- Victor Anomah Ngu (1926–2011), Mediziner
- Kurt Raaflaub (1941–2023), Schweizer Althistoriker
- Clinton N’Jie (* 1993), Fußballspieler
- Robert Ndip Tambe (* 1994), Fußballspieler
- Nelvie Tiafack (* 1999), deutscher Boxer